# ライムライト (音楽グループ)
ライムライトは、日本の音楽グループ。大阪府出身。2003年に前身となるバンドのメンバーチェンジを経て結成され、2005年にインディーズアルバムを2枚リリース、2006年1月にはシングル「Get in the limelight」でエスエムイーレコーズよりメジャー・デビュー。

## メンバー
- YUDAI（ユウダイ）：ボーカル - 1980年9月28日（44歳）、A型
- HYOGO（ヒョウゴ）：MC - 1979年5月2日（45歳）、A型
- GUTTS（ガッツ）：MC - 1980年7月22日（44歳）、O型
- GON（ゴン）：DJ - 1979年12月25日（45歳）、O型
- KOJI（コウジ）：トラックメイカー - 1980年1月20日（45歳）、A型

KOJI以外のメンバーは同じ高校（大阪府立西野田工業）出身。

## ディスコグラフィー

### シングル
|     | 発売日         | タイトル                    | 規格品番 | 収録曲 | 備考 |
| --- | -------------- | --------------------------- | -------- | --- | --- |
| 1st | 2006年01月25日 | Get in the limelight        | SECL-279 | 1. Get in the limelight 【作詞:ライムライト/作曲編曲:ライムライト,江上浩太郎】 2. P.T.A. 【作詞:ライムライト/作曲編曲:ライムライト,田中直】 3. グッバイ・サンセット 【作詞作曲編曲:ライムライト】 4. Get in the limelight～instrumental | テレビ東京系「JAPAN COUNTDOWN」2006年1月度エンディングテーマ テレビ東京系「流派-R」2006年1月度オープニングテーマ オリコン最高99位 |
| 2nd | 2006年06月28日 | サマー☆チューン'06/トキメキ | SECL-390 | 1. サマー☆チューン '06 【作詞作曲編曲:ライムライト】 2. トキメキ 【作詞作曲編曲:ライムライト】 3. ♂UP♀UP 【作詞:ライムライト/作曲編曲:ライムライト,田中直】 4. サマー☆チューン '06 -instrumental-                                       | 全国47都道府県ツアー「全国C.O.M.P.A」決行 オリコン最高88位、登場回数4回                                                           |
| 3rd | 2006年11月01日 | STAY GOLD                   | SECL-437 | 1. STAY GOLD 【作詞作曲編曲:ライムライト】 2. message 【作詞作曲編曲:ライムライト】 3. 柑橘系女性攻略マニュアル 【作詞:ライムライト/作曲編曲:田中直】 4. STAY GOLD -instrumental-                                                       | テレビ東京系「牙 -KIBA-」エンディングテーマ テレビ東京系「流派-R」2006年11月度オープニングテーマ オリコン最高92位                 |
| 4th | 2007年01月31日 | LOVE ME DO WOP              | SECL-474 | 1. LOVE ME DO WOP 【作詞作曲:ライムライト/編曲:田中直】 2. HEY 【作詞作曲編曲:ライムライト】 3. イケナイBorderline 【作詞作曲編曲:ライムライト】 4. LOVE ME DO WOP -instrumental-                                                       | AEONグループ店内バレンタインコーナーBGM オリコン最高180位                                                                         |
| 5th | 2007年06月13日 | キサラギ                    | SECL-504 | 1. キサラギ 【作詞:ライムライト/作曲編曲:ライムライト,松原憲】 2. GO FOR IT 【作詞作曲編曲:ライムライト】 3. kiss me baby…? 【作詞作曲編曲:ライムライト】 4. キサラギ -Instrumental-                                                    | 映画「キサラギ」主題歌 オリコン最高176位                                                                                          |

#### アルバム
| インディーズ |                |                  |                                         | |                   |
|              | 発売日         | タイトル         | 規格品番                                | 収録曲 | 備考              |
| 1st          | 2005年07月20日 | limelight e.p.   | JYR-001                                 | 1. ヒトリジメ 2. サマー☆チューン 3. GO FOR IT! 4. shore PM6:15 5. 消せない想い 6. ヒトリジメ ～instrumental～ | JOY RIDER         |
| 2nd          | 2005年11月09日 | Be Happy!        | JYR-002                                 | 1. HAPPY BIRTHDAY 2. Rainbow!! 3. room AM 4:45 4. 横顔の君を･･･ 5. HAPPY BIRTHDAY～instrumental～ | オリコン最高293位 |
| メジャー     |                |                  |                                         | |                   |
|              | 発売日         | タイトル         | 規格品番                                | 収録曲 | 備考              |
| 1st          | 2006年11月29日 | POP LAND         | SECL-448                                | 1. CALL&RESPONSE 【作詞作曲編曲:ライムライト】 2. C.O.M.P.A! 【作詞作曲編曲:ライムライト】 3. View With You ～ゲレンデ Ver.～ 【作詞作曲編曲:ライムライト】 4. STAY GOLD 【作詞作曲編曲:ライムライト】 5. street pm 4:50 【作詞作曲編曲:ライムライト】 6. ヒトリジメ 【作詞作曲編曲:ライムライト】 7. サマー☆チューン '06 【作詞作曲編曲:ライムライト】 8. Get in the limelight 【作詞:ライムライト/作曲編曲:ライムライト,江上浩太郎】 9. トキメキ 【作詞作曲編曲:ライムライト】 10. LOVE SONG 【作詞作曲編曲:ライムライト】 11. お手を拝借 shake shake hands! 【作詞:ライムライト/作曲編曲:ライムライト,田中直】 12. apt. am 2:14 【作詞:ライムライト/作曲編曲:ライムライト,田中直】 13. HAPPY BIRTHDAY 【作詞作曲編曲:ライムライト】 14. 約束の種 【作詞:ライムライト/作曲編曲:ライムライト,田中直】                                                                      | オリコン最高87位  |
| 2nd          | 2007年07月04日 | Ride on thebeach | SECL-513:初回生産限定盤 SECL-515:通常盤 | 1. Ride on the beach 【作詞作曲編曲:ライムライト】 2. Bic wave 【作詞作曲:ライムライト/編曲:GON】 3. sunshine babe 【作詞作曲:ライムライト/編曲:平田祥一郎】 4. OPEN YOUR MIND 【作詞作曲編曲:ライムライト】 5. sea side am 5:20 【作詞作曲編曲:ライムライト】 6. message -album ver.- 【作詞作曲編曲:ライムライト】 7. CALL&RESPONSE -summer mix- 【作詞作曲:ライムライト/編曲:田中直】 8. シルエット 【作詞作曲編曲:ライムライト】 9. ピリオド 【作詞作曲編曲:ライムライト】 10. Brand new rock star 【作詞作曲編曲:ライムライト】 11. バブル 【作詞作曲編曲:ライムライト】 12. summer house pm 7:20 【作詞作曲編曲:ライムライト】 13. 夏祭り 【作詞作曲編曲:ライムライト】 14. 終わらないで夏 【作詞作曲編曲:ライムライト】 15. キサラギ 【作詞作曲:ライムライト/編曲:ライムライト,松原憲】 初回生産限定盤DVD 1. サマーチューン '06 2. トキメキ 3. STAY GOLD 4. キサラギ | オリコン最高165位 |
| 3rd          | 2008年08月06日 | cross over       | SECL-660                                | 1. BELIEVE IN LOVE 【作詞:渡瀬マキ/作曲:川添智久/編曲:ライムライト】 2. Memorial Date ライムライト×TGMX 【作詞:ライムライト,刈谷STRINGS/作曲:YUMA/編曲:TGMX】 3. 真夏のヴィーナス ライムライト×ELMIO 【作詞:ライムライト,藍田英里/作曲:小倉しんこう/編曲:ELMIO】 4. New Year パラダイス ライムライト×中塚武 【作詞:ライムライト/作曲:福岡宗三/編曲:中塚武】 5. Midnight Sun ライムライト×ユミ from ムラマサ☆ 【作詞:ライムライト,上西隼人/作曲:佐々木祐/編曲:ライムライト】 6. C.O.M.P.A! MAKAI Remix 【作詞作曲:ライムライト/編曲:A-bee】 | オリコン圏外      |

### 参加作品
| 発売日         | タイトル                                 | 規格品番        | 収録曲                              |
| -------------- | ---------------------------------------- | --------------- | ----------------------------------- |
| 2007年03月28日 | 「牙」オリジナル・サウンドトラック Vol.2 | SVWC-7455       | 24.STAY GOLD [TV ver.]              |
| 2007年06月20日 | キサラギ オリジナル・サウンドトラック    | SECL-511        | 16.キサラギ -Movie Edit-            |
| 2010年1月27日  | AZU「YOU & I feat. LOVE LOVE LOVE」      | BVCL-68 BVCL-70 | m-3「WONDERLAND feat.ライムライト」 |

### 非発売
- FBH (ライムライト feat.フットボールアワー)
  - MBSラジオ「ナニワ音楽ショウいきなりフットボールアワー」エンディングテーマ

## ミュージックビデオ
| 監督     | 曲名                                                                        |
| 伊藤徹   | 「STAY GOLD」                                                               |
| 大橋洋生 | 「サマー☆チューン'06」「サマー☆チューン'06〜トキメキ MIX Ver.」「トキメキ」 |
| 末吉ノブ | 「キサラギ (MOVIE Ver.)」                                                   |
| 菅井高志 | 「HAPPY BIRTHDAY」                                                          |
| 夏目恒明 | 「Get in the limelight」                                                    |
| 渡辺慶将 | 「LOVE ME●DO WOP」                                                          |
| 不明     | 「ヒトリジメ」                                                              |